# Виґанкі
Виґанкі (пол. Wyganki) — село в Польщі, у гміні Блізанув Каліського повіту Великопольського воєводства.
Населення — 111 осіб (2011).
У 19751998 роках село належало до Каліського воєводства.

## Демографія
Демографічна структура станом на 31 березня 2011 року:
|          | Загалом | Допрацездатний вік | Працездатний вік | Постпрацездатний вік |
| -------- | ------- | ------------------ | ---------------- | -------------------- |
| Чоловіки | 48      | 7                  | 39               | 2                    |
| Жінки    | 63      | 16                 | 33               | 14                   |
| Разом    | 111     | 23                 | 72               | 16                   |